# Lodewijk I van Longueville
Lodewijk I van Longueville (1480 - Beaugency, 1 augustus 1516) was van 1504 tot aan zijn dood graaf van Neuchâtel en markgraaf van Rothelin en van 1512 tot aan zijn dood hertog van Longueville. Hij behoorde tot het huis Orléans-Longueville.

## Levensloop
Lodewijk I was de tweede zoon van hertog Frans I van Longueville en diens echtgenote Agnes, dochter van hertog Lodewijk van Savoye. 
In 1504 huwde hij met gravin Johanna van Neuchâtel (1485-1543), dochter van markgraaf Filips van Baden-Sausenberg. Op die manier werd hij graaf van Neuchâtel en markgraaf van Rothelin. Na de dood van zijn oudere broer Frans II werd hij in 1513 eveneens hertog van Longueville, graaf van Montgommery, graaf van Tancarville, vorst van Châlet-Aillon en burggraaf van Abbeville. Bovendien was hij grootkamerheer van Frankrijk en gouverneur van de Provence.
Op 16 augustus 1513 werd hij door Engelsen gevangengenomen in de Slag bij Guinegate, waarna Lodewijk werd opgesloten in de Tower of London. Hij werd vrij goed behandeld in Engeland en was er als ambassadeur betrokken bij het arrangeren van het huwelijk tussen koning Lodewijk XII van Frankrijk en Maria Tudor, een onderdeel van het vredesverdrag tussen Engeland en Frankrijk.
Lodewijk stierf in 1516 en werd als hertog van Longueville opgevolgd door zijn oudste zoon Claude. 

## Nakomelingen
Lodewijk en Johanna kregen vier kinderen:
- Claude (1508-1524), hertog van Longueville
- Lodewijk II (1510-1537), hertog van Longueville
- Charlotte (1512-1549), huwde in 1538 met hertog Filips van Savoye-Nemours
- Frans (1513-1548), markgraaf van Rötteln